# Novos Democratas

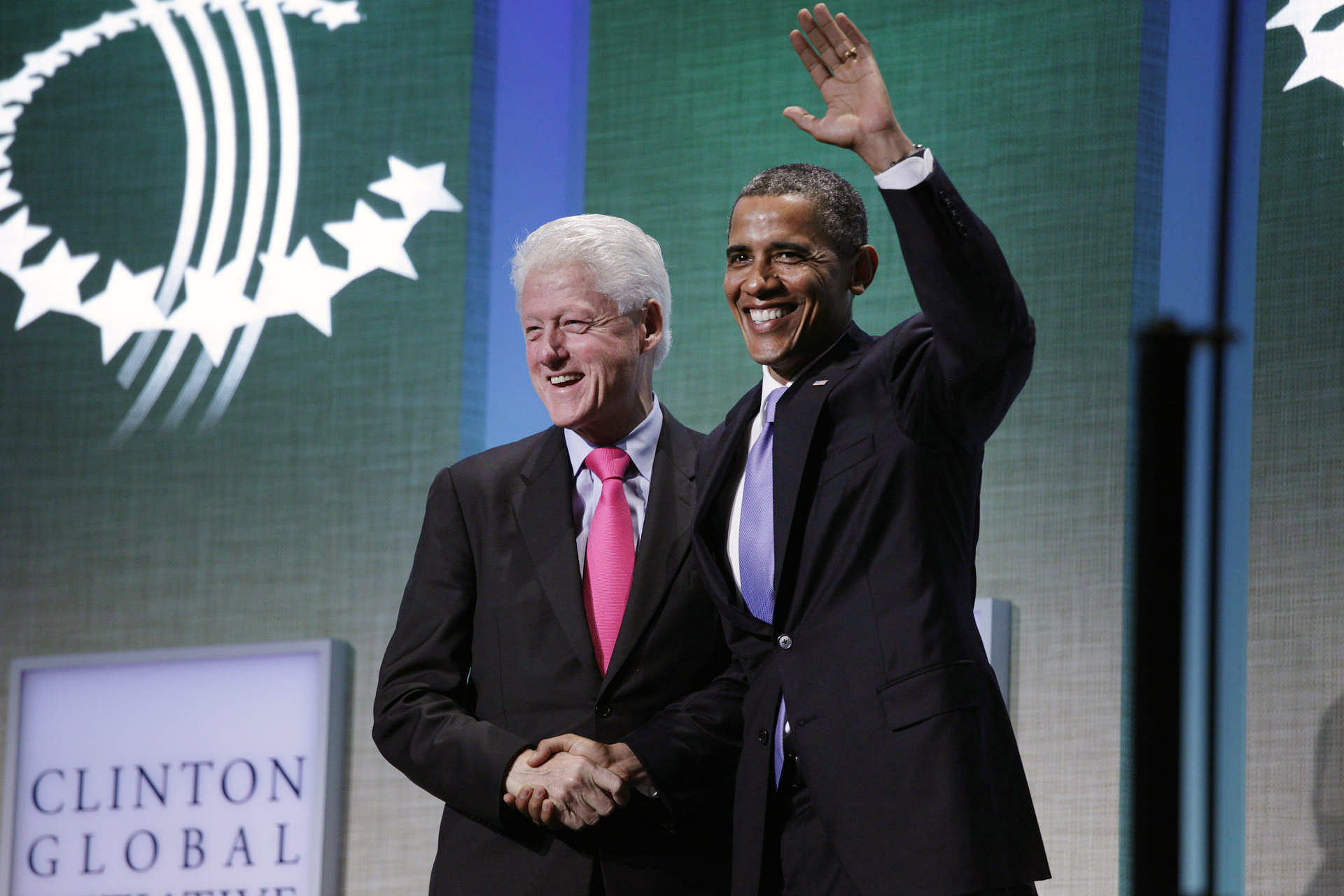
Os democratas Barack Obama e Bill Clinton.

Novos Democratas, também conhecidos como Democratas de Centro, Democratas de Clinton ou Democratas Moderados, são uma facção ideológica centrista dentro do Partido Democrata que surgiu após a vitória do republicano George H. W. Bush nas eleições presidenciais de 1988. Como a facção da terceira via do partido, eles são vistos como culturalmente liberais em questões sociais e civis, mas fiscalmente conservadora em questões econômica.
Os novos democratas dominaram o Partido Democrata desde o final dos anos 1980 até os anos 2010 e incluem todos os membros mais importantes do próprio partido: Bill Clinton (considerado o principal ideólogo da facção), Al Gore, Hillary Clinton, Barack Obama e Joe Biden. Apesar disso, com a ascensão do progressismo com o candidato presidencial Bernie Sanders em 2016 e 2020 e uma guinada à esquerda do Partido Democrata em questões sociais desde a década de 2010, essa facção do partido perdeu popularidade para a ala progressista do partido.

## Origem
Após as derrotas esmagadoras para o Partido Republicano liderado por Ronald Reagan e George H. W. Bush na década de 1980, começou a espalhar-se no partido a ideia de que estava longe da realidade do país e precisava de uma mudança radical na política econômica e nas ideias de governança. O Conselho de Liderança Democrática (DLC) foi fundado em 1985 por Al From e um grupo de políticos com ideias semelhantes para realizar essas mudanças. Eles defenderam a terceira via política como antídoto para impedir as vitórias eleitorais do reaganismo.